# Traunleitenspitze
Die Traunleitenspitze, auch Kendelspitze, Traulattenspitze, Anleitenspitze oder Arnleitenspitze, ist ein 2690 m ü. A. hoher Berggipfel der Villgratner Berge an der Grenze zwischen den Gemeinden St. Jakob in Defereggen und Innervillgraten (Osttirol, Österreich).

## Lage
Die Traunleitenspitze liegt im Nordwesten der Villgratner Berge am zentralen Hauptkamm. Der Gipfel befindet sich zwischen der Pfannspitze (2676 m ü. A.) im Südwesten und dem Gschritt (2750 m ü. A.) im Nordosten. Zwischen der Traunleitenspitze und der Pfannspitze befindet sich das Villgrater Törl (2502 m ü. A.), vom Gschritt wird die Traunleitenspitze durch das Plattetörl getrennt. Ein weiterer benachbarter Berg ist der Gipfel Au dem Saam (2463 m ü. A.) im Nordwesten.
Der Südostgrat der Traunleitenspitze fällt ins Tal des Arntalbachs ab, die breite Nordwestflanke zum Quellgebiet des Jesachbachs. Zwischen Traunleitenspitze und Gschritt entspringt zudem der Lerchenbach.

## Anstiegsmöglichkeiten
Der Normalweg auf die Traunleitenspitze verläuft auf markiertem Weg vom südlich gelegenen Arntal und der Unterstalleralm ins Villgrater Törl. Das Villgratner Törl ist zudem vom Defereggental und der Ortschaft Rinderschinken über das Tal des Stallebach und die Almen Alpe Stalle und Hintere Stalle erreichbar. Vom Villgrater Törl kann die Traunleitenspitze über den Südwestgrat (I) erreichbar. Neben der direkten Gratbesteigung sind Schwierigkeiten hier aber auch umgehbar. Eine weitere Variante für den Anstieg bietet die Begehung des Nordostgrats aus dem Plattetörl (I+).